# Amazonides invertita
Amazonides invertita là một loài bướm đêm trong họ Noctuidae.